# Musico ambulante
Musico ambulante è un album discografico del cantautore italiano Fabio Concato, pubblicato nel 2021.

## Tracce

### CD 1
1. Troppo vento –	4:24
2. Canto – 3:23
3. Domenica bestiale – 3:28
4. È festa – 2:54
5. Speriamo che piova – 3:33
6. Rosalina – 2:39
7. Sexy tango – 3:27
8. E a quanti amori – 2:09
9. Quando arriverà – 3:51
10. 051/222525 – 5:46
11. Gigi – 5:11
12. L'umarell (bonus track) - 4:42

### CD 2
1. Fiore di maggio – 4:14
2. M'innamoro davvero – 4:24
3. Ti muovi sempre – 3:47
4. La nave – 2:42
5. Non mi scordare – 2:53
6. Guido piano – 3:37
7. Ti ricordo ancora – 4:35
8. Rime per un sogno – 4:26
9. La mia macchina – 4:28
10. Tienimi dentro te – 4:16
11. O bella bionda – 3:08